# Прва лига Пољске у кошарци
Прва лига Пољске у кошарци (пољ. Polska Liga Koszykówki) највиши је ранг кошаркашких такмичења у Пољској. Лига тренутно броји 16 клубова.
Лига у Пољској је основана 1928. године, али је тек 1995. добила данашњи облик. Рекордер по броју титула је Шлонск Вроцлав, који је до сада 18 пута био првак државе.

## Спонзорска имена
- 1999—2001: Лех Баскет лига (ЛБЛ)
- 2003—2005: Ера Баскет лига (ЕБЛ)
- 2005—2006: Доминет Баскет лига (ДБЛ)
- 2006—2008: Доминет банк Екстралига (ДБЕ)
- 2010—2016: Таурон Баскет лига (ТБЛ)
- 2018—2023: Енерга Баскет лига
- 2023—данас: Орлен Баскет лига

## Клубови у сезони 2024/25.
- Анвил Влоцлавек, Влоцлавек
- Арка Гдиња, Гдиња
- Вилки Морскије Шчећин, Шчећин
- ГТК Гљивице, Гљивице
- Горњик Валбжих, Валбжих
- Дзики Варшава, Варшава
- Домброва Горњича, Домброва Горњича
- Застал Зјелона Гора, Зјелона Гора
- Легија Варшава, Варшава
- Спојња Старгард, Старгард
- Стал Остров Вјелкополски, Остров Вјелкополски
- Старт Лублин, Лублин
- Тварде Пјерњики Торуњ, Торуњ
- Трефл Сопот, Сопот
- Чарни Слупск, Слупск
- Шлонск Вроцлав, Вроцлав

## Победници од 1995. године
- 1995/96. Шлонск Вроцлав
- 1996/97. Прушков
- 1997/98. Шлонск Вроцлав
- 1998/99. Шлонск Вроцлав
- 1999/00. Шлонск Вроцлав
- 2000/01. Шлонск Вроцлав
- 2001/02. Шлонск Вроцлав
- 2002/03. Анвил Влоцлавек
- 2003/04. Проком Трефл Сопот
- 2004/05. Проком Трефл Сопот
- 2005/06. Проком Трефл Сопот
- 2006/07. Проком Трефл Сопот
- 2007/08. Проком Трефл Сопот
- 2008/09. Асеко Проком Сопот
- 2009/10. Проком Гдиња
- 2010/11. Проком Гдиња
- 2011/12. Проком Гдиња
- 2012/13. Зјелона Гора
- 2013/14. Туров Згожелец
- 2014/15. Зјелона Гора
- 2015/16. Зјелона Гора
- 2016/17. Зјелона Гора
- 2017/18. Анвил Влоцлавек
- 2018/19. Анвил Влоцлавек
- 2019/20. Зјелона Гора
- 2020/21. Стал Остров Вјелкополски
- 2021/22. Шлонск Вроцлав
- 2022/23. Вилки Морскије Шчећин
- 2023/24. Трефл Сопот

## Финала (1997—данас)
| Сезона   | Првак                        | Рез. финала | Вицепрвак                | Најкориснији играч финала |
| 1997/98. | Шлонск Вроцлав (13)          | 4 : 3       | Прушков                  | —                         |
| 1998/99. | Шлонск Вроцлав (14)          | 4 : 3       | Анвил Влоцлавек          | —                         |
| 1999/00. | Шлонск Вроцлав (15)          | 4 : 1       | Анвил Влоцлавек          | —                         |
| 2000/01. | Шлонск Вроцлав (16)          | 4 : 1       | Анвил Влоцлавек          | —                         |
| 2001/02. | Шлонск Вроцлав (17)          | 4 : 1       | Проком Трефл Сопот       | —                         |
| 2002/03. | Анвил Влоцлавек (1)          | 4 : 2       | Проком Трефл Сопот       | —                         |
| 2003/04. | Проком Трефл Сопот (1)       | 4 : 1       | Шлонск Вроцлав           | —                         |
| 2004/05. | Проком Трефл Сопот (2)       | 4 : 2       | Анвил Влоцлавек          | —                         |
| 2005/06. | Проком Трефл Сопот (3)       | 4 : 1       | Анвил Влоцлавек          | —                         |
| 2006/07. | Проком Трефл Сопот (4)       | 4 : 1       | Туров Згожелец           | —                         |
| 2007/08. | Проком Трефл Сопот (5)       | 4 : 3       | Туров Згожелец           | —                         |
| 2008/09. | Асеко Проком Сопот (6)       | 4 : 1       | Туров Згожелец           | —                         |
| 2009/10. | Асеко Проком Гдиња (7)       | 4 : 0       | Анвил Влоцлавек          | —                         |
| 2010/11. | Асеко Проком Гдиња (8)       | 4 : 3       | Туров Згожелец           | —                         |
| 2011/12. | Асеко Проком Гдиња (9)       | 4 : 3       | Трефл Сопот              | Џерел Блесингејм          |
| 2012/13. | Зјелона Гора (1)             | 4 : 0       | Туров Згожелец           | Квинтон Хозли             |
| 2013/14. | Туров Згожелец (1)           | 4 : 2       | Зјелона Гора             | Филип Дилевиц             |
| 2014/15. | Зјелона Гора (2)             | 4 : 2       | Туров Згожелец           | Квинтон Хозли             |
| 2015/16. | Зјелона Гора (3)             | 4 : 0       | Роса Радом               | Ди Бост                   |
| 2016/17. | Зјелона Гора (4)             | 4 : 1       | Тварде Пјерњики Торуњ    | Џејмс Флоренс             |
| 2017/18. | Анвил Влоцлавек (2)          | 4 : 2       | Стал Остров Вјелкополски | Камил Лачински            |
| 2018/19. | Анвил Влоцлавек (3)          | 4 : 3       | Тварде Пјерњики Торуњ    | Иван Алмеида              |
| 2019/20. | Зјелона Гора (5)             | —           | Анвил Влоцлавек          | —                         |
| 2020/21. | Стал Остров Вјелкополски (1) | 4 : 2       | Застал Зјелона Гора      | Јакуб Гарбач              |
| 2021/22. | Шлонск Вроцлав (18)          | 4 : 1       | Легија Варшава           | Травис Трајс              |
| 2022/23. | Вилки Морскије Шчећин (1)    | 4 : 2       | Шлонск Вроцлав           | Брајс Браун               |
| 2023/24. | Трефл Сопот (1)              | 4 : 3       | Вилки Морскије Шчећин    | Јакуб Схенк               |